# 街区指導者
街区指導者（がいくしどうしゃ、独: Blockleiter、ブロックライター）は国家社会主義ドイツ労働者党（ナチ党）の称号及び役職である。

## 概要

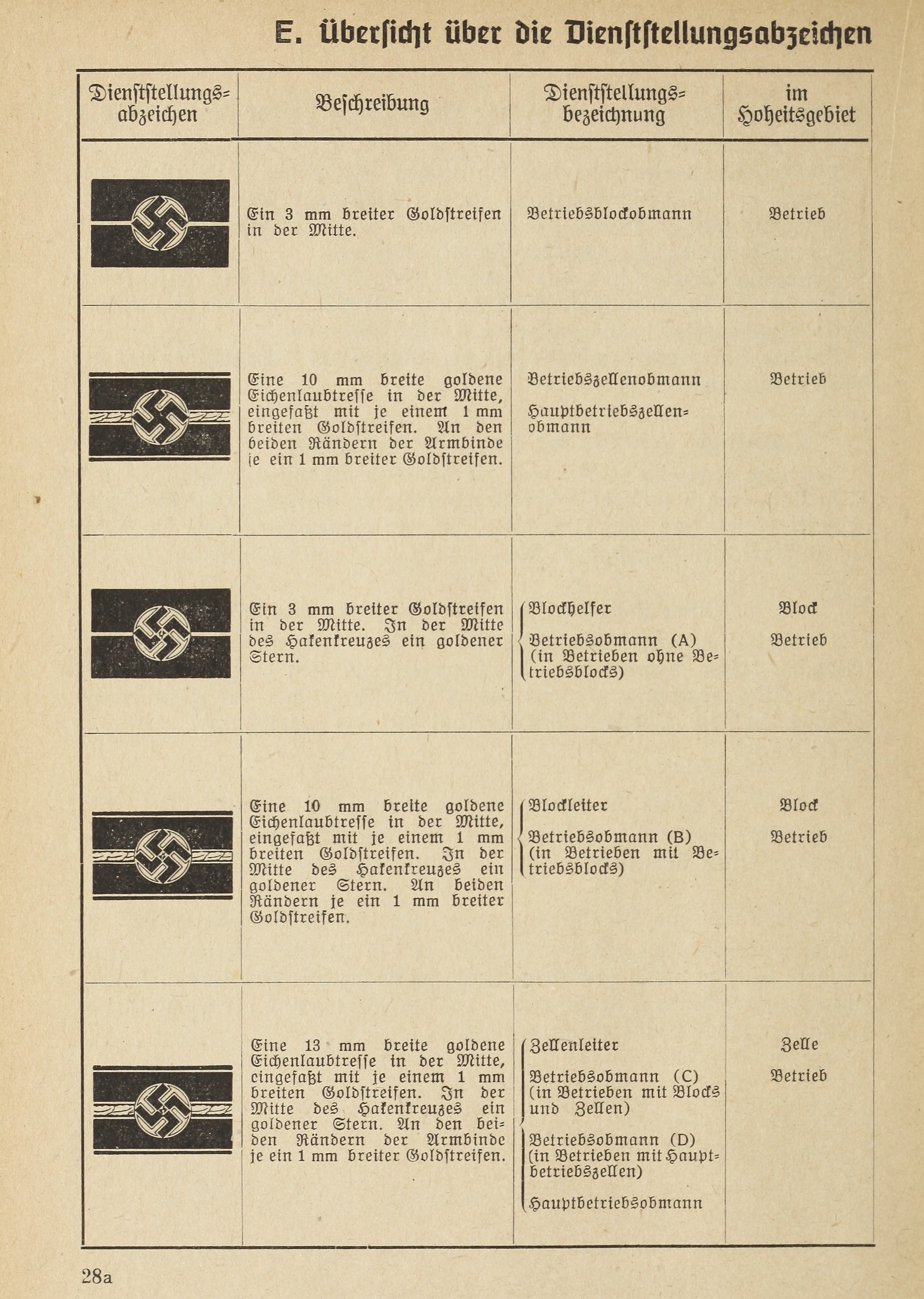
1938年改定後の街区指導者および細胞指導者の腕章

街区指導者（Blockleiter）の階級は1930年に初めて制定され、当初は街区役員（Blockwart）と呼ばれていた。Blockwartの任務は、ワイマール共和国においてナチ党が地方と国、双方の政治的地位を得ようとしていた時期に、選挙のための地元の支援を組織することにあった。
Blockwartは、各地区ごとに組織され、細胞役員（Zellenwart、後に、細胞指導者（Zellenleiter）に改称）の指導下にあった。1つの街区は一般的に、約40～60の世帯（Haushaltungen）で構成され、1つの細胞は8〜10の街区で構成された。街区における末端党員はそれぞれ、世帯組合（Hausgruppe）、班（Zug）を組織し、街区指導者の監督下にあった。
1933年のナチ党の権力掌握後、Blockwartの階級は廃止され、事務員（Mitarbeiter）の称号が新たに発足した。なお、この時期からBlockleiterの称号が最も頻繁に使用されたが、これは政治的階級ではなく、街区を担当する事務員（Mitarbeiter）の役職を示す称号として用いられた。
Blockleiterに任命されたMitarbeiterは、細胞指導者（Zellenleiter）の指導下に置かれた。Zellenleiterは、党細胞の指導にあたった事務長（Stellenleiter）級の党員に与えられた役職を示す称号である。 
1938年の階級制度の改訂によりMitarbeiter、Blockleiterの称号は地区指導部（Ortsgruppen）の役職を示す階級に改訂され、腕章によって示されるようになった。
- Blockleiter － 街区指導者
- Betriebsobmann （B） － 代表執行役（B）
- Blockhelfer － 街区補助員
- Betriebsobmann （A） － 代表執行役（A）
- Blockwalter － 街区監査員
- Blockobmann － 街区管理員

これら街区指導者には街区代表執行役（Betriebsblockobmann）が補助員としてついた。その役割は、戦時下の各地区の生産管理と労働者の政治的態度と行動を監督することにあった。

## 規約[2]
- (a）序
  - 街区指導者は党の最小執行責任者である。

- (b）資格
  - 街区指導者は党に籍を置く者とする。
街区指導者は、地区内における党同志（Parteigenosse）の模範の一人としてあるべきである。
正式な職名は『党街区指導者（Blockleiter der NSDAP）』である。

- (c）指導
  - 街区指導者は、その監督にあたる細胞指導者の下位に属する。
街区指導者は拠点分区指導者の下位にも属する。
細胞が組織化されていない場合、街区指導者は順次、拠点分区指導者の指導下に入る。

- (d）任命
  - 街区指導者は、地区指導者または拠点分区指導者が推挙、仮任命を行う。

- (e）任命にあたって
  - 自己の価値の証明と、必要な個人書類（祖父母までの血統の証明）を提出した後、街区指導者は仮任命から3～4ヶ月後に担当の管区指導者によって正式に任命されるものとする。

- (f）階級
  - 街区指導者は、党の街区指導者の階級を有する。
襟章は左右共に金色で配色される。
ボタン、ベルトバックル等も共に金色で統一されるものとする。

- (g）補助員としての使命
  - 臨時の状況においては、街区指導者が複数の街区を率い、街区指導者に加えて街区監査長の任務を請け負うものとする。
このような場合、速やかに有能な代理の役員を育成するように努めなければならない。

- (h）休暇・解雇
  - 休暇は、地区指導本部または拠点分区指導者の許可のもと認可される。
罷免については、既存の指導規定に従うものとする。

## 街区補助員
街区補助員（Blockhelfer）は各街区内に配属され、補助員、世話役などの雇用の自主的な実施が推奨されていた。
補助員が導入された場合、以下の規則が統一的に施行された。
- 街区内の世帯区分は各家屋の路地を目安とし、共同住宅の場合それ自体を区分とする。
- 一世帯の多い小規模の町、村落では現地自治体の協力の下、世帯組合を組織する。

### 組織
- 世帯調査組合（Haushaltungsgruppe）略称：世帯組合（Hausgruppe）－ 構成人数：8～15名

組合には各々、A、B、C、D組と名称が付けられた。

### 規約
- 街区補助員の採用は、党員、非党員に関わらず各世帯の中から政治的に信頼のおける者を採用する。
- 街区補助員は、党街区指導者のみに責任を持つ。
- 選任、採用、休暇及び解雇は、地区指導者により裁量される。
- 街区補助員が党員である場合、事務員（Mitarbeiter）の党階級を受けるものとする。

## 街区監査員
党の組織または関連団体が街区を形成する迄に組織を拡大した場合、街区監査員（Blockwalter）が配置された。

### 要項
a) 選任：
街区監査員は各街区の住民、特に経済的に裕福な党同志が推奨される。街区内でこれら党同志を動員できない場合、国民の中から最も適した者が任命される。無論、街区監査員はアーリア人の血統たる者でなければならない。また、労働戦線の部署に配置される者は当組織へ加盟する必要がある。正式な肩書は『街区監査員 (Blockwalter) 』である。
b) 管轄：
街区監査員は街区指導者へ諸問題を報告するが組織運営上、報告は基本的に上部組織員である細胞監査員へ行う。
c) 職務：
街区監査員の配置は公的機関との合意に基づき各行政庁の責任者によって認可される。
d) 任命：
街区監査員候補者は審査と個人文書 (1800年迄の血統の証明) の提出の後、管区指導者の監督のもと、管区指導部幕僚または監査局による仮任命を受け、3～4ヶ月後に正式に街区監査員として任命される。
e) 階級：
街区監査員が党員である場合は、事務長 (Stellenleiter) の党階級が与えられる。政治指導者としての任命は管区指導者によって行われる。
f) 人事運営：
例外的に、街区監査員は複数の街区の管理にあたる。その場合、街区監査員は個人的な人事の運営・組織化が許可される。
g) 休暇・解雇：
街区監査員の休暇は責任者との協議の上、所属する地区室長または拠点分区指導者より認可される。解雇は既存の人事規則により行われる。

### 規約
a) 街区監査員は、街区・細胞・地区指導者が開催する定例の会議に参加する。
b) 街区監査員は、街区内に於ける臨時会議への参加が特別に要請された場合、街区指導者代行としての出席が認められる。街区指導者より正式に代行を任命された者は、他の街区監査員に必ず報告を行う。
c) 街区監査員は、定期的に党の各訓練や研修、活動奉仕を行う。
d) 街区監査員は、細胞監査員によって布告された職務の遂行に責任を持つ。
e) 街区監査員は、街区指導者及び細胞監査員へ自らの活動報告を定期的に行う。
f) 街区監査員は、街区指導者及び細胞監査員へ報告を行う場合は口頭のみで、文書等での報告は必要としない。

### 補助監査員
街区内の党構成員の拡大、或は、例外的に業務拡大等の状況下で街区監査員による事務処理が困難となった場合、街区指導者及び細胞監査員の合意に基づき、補助監査員の要請が適用された。
補助監査員候補者は審査の後、任命される。候補者が党員である場合は、党事務員 (Mitarbeiter) の階級が与えられ地区指導部へ実務研修の後、正式に任命された。任命された補助監査員は、街区監査員のもと職務を行い、労働戦線等の党組織補助員としての活動も認められた。

## 実態

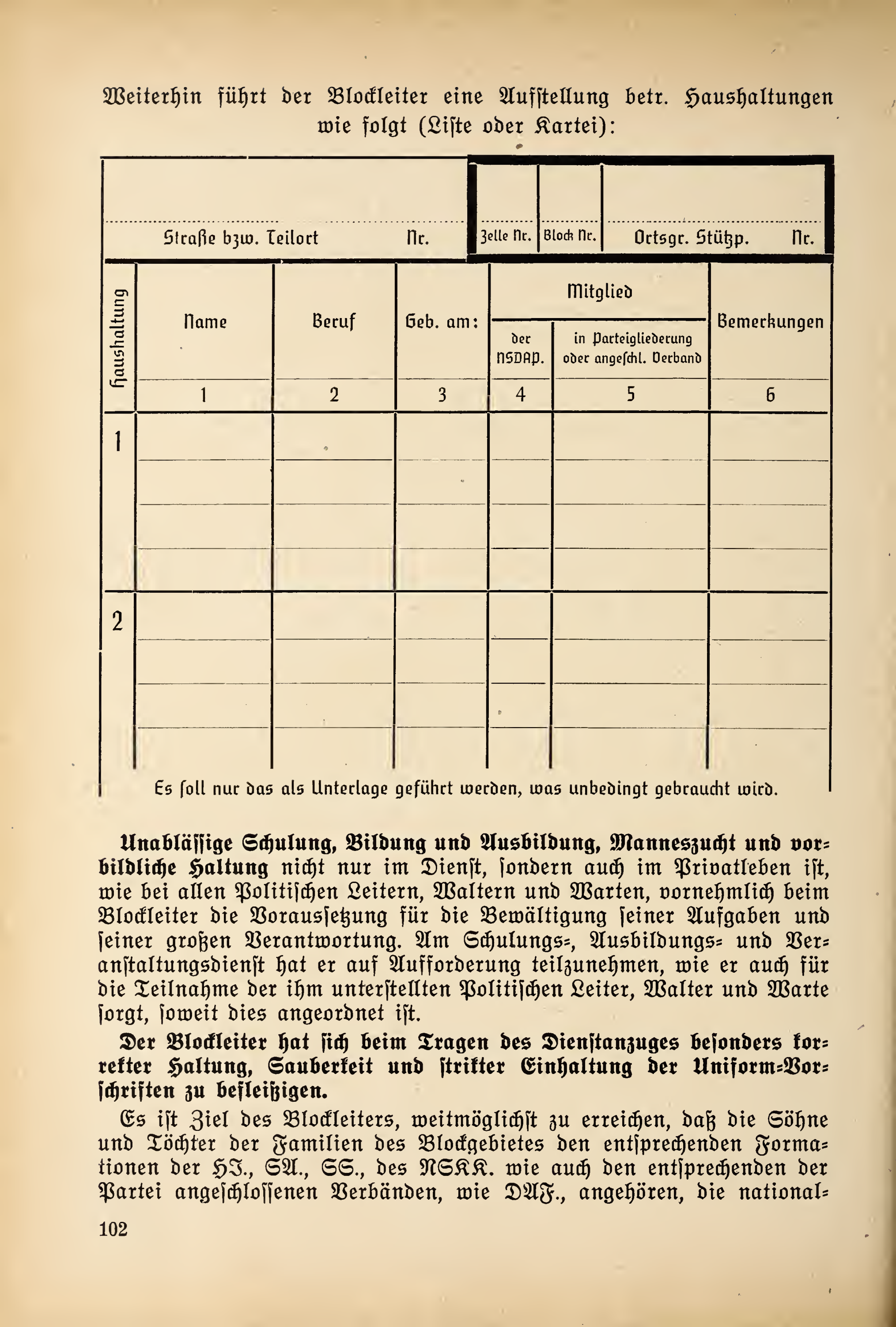
世帯調査覧

野党時代（闘争期）の街区指導者は本来、選挙区の指導にあたっていたが、ナチ党の権力掌握後は、ナチズムの教義を各地区へ実施し、地元住民を監督する存在となっていた。1933年以降、街区指導者は指導地域の世帯（通常は40から60）で宣伝を行い、党の方針の伝達を担当していた。
また、住民をスパイし、共産主義者やユダヤ人の活動を地元のゲシュタポ事務所に報告することも街区指導者の義務となっていた。そのため、街区指導者はナチス・ドイツにおける全体主義の主要な機構となっていた。情報の収集にあたっては、各世帯への戸別訪問や世帯調査覧（Haushaltskarten）と呼ばれた回覧板などを配布していた。こうした活動により、街区指導者は一般の住民から嫌悪される対象となっていた。他には、冬季援助活動のための寄付の収集、空襲後の瓦礫の撤去作業の組織化などが含まれていた。
第二次世界大戦の終わりまでに、50万人近くの街区指導者が存在したといわれる。

## ギャラリー

1932-1933年までの街区役員襟章
1933-1934年までの街区役員襟章
1934年中頃の街区役員襟章
1934-1938年までの街区指導者襟章
街区補助員に任命される党事務員襟章（1934年制定版）
1938-1945年までの街区指導者腕章
1938-1945年までの街区補助員腕章